# Hearts2Hearts
Hearts2Hearts (em coreano: hangul: 하츠투하츠; rr: HacheutuHacheu 하츠투하츠) é um girl group sul-coreano formado pela SM Entertainment. O grupo é composto por oito integrantes: Carmen, Jiwoo, Yuha, Stella, Juun, A-na, Ian e Ye-on. O grupo estreou no dia 24 de fevereiro de 2025, com o single álbum The Chase e sua faixa principal de mesmo nome.

## Escolha do nome
De acordo com o relatório da SM Entertainment, o nome do grupo, Hearts2Hearts, significa "conectar-se com fãs ao redor do mundo por meio de um universo musical misterioso, repleto de diversas emoções e mensagens sinceras, avançando juntos como um 'nós' ainda maior".

## História

### 2023–2025: Formação
As primeiras notícias sobre um novo grupo feminino da SM Entertainment surgiram em fevereiro de 2023, quando a empresa anunciou sua nova estratégia corporativa, chamada SM 3.0. No vídeo de anúncio, o CEO Chris Sung-soo Lee e o COO Tak Young-jun revelaram que a SM lançaria quatro novos projetos em 2023: uma nova subunidade do NCT baseada em Tóquio (que se tornou o NCT Wish), um novo grupo masculino (Riize), uma artista solo virtual (Naevis) e um novo grupo feminino.
Esses planos foram reforçados em maio, quando a empresa divulgou um vídeo no YouTube com o CEO Jang Cheol-hyuk, confirmando a intenção de lançar um novo grupo feminino no quarto trimestre de 2023.
No entanto, a estreia do grupo foi adiada diversas vezes, com cada atualização sendo informada nos relatórios financeiros da empresa. O primeiro adiamento ocorreu em agosto de 2023, quando a SM anunciou que o lançamento seria transferido para o primeiro semestre de 2024. Em maio de 2024, o grupo teve sua estreia novamente postergada para o quarto trimestre do ano. Em novembro de 2024, a SM fez a última alteração no cronograma, adiando a estreia para o primeiro trimestre de 2025.
No final do show SM Town Live 2025, realizado em 12 de janeiro no Gocheok Sky Dome como parte das celebrações dos 30 anos da SM, um trailer surpresa foi exibido, revelando o nome do grupo e a existência de oito integrantes, embora seus nomes individuais não tenham sido divulgados. O vídeo também indicava que a estreia aconteceria em fevereiro de 2025. No dia seguinte, veículos de mídia sul-coreanos, como Maeil Business Newspaper e The Korea Economic Daily, informaram que o Hearts2Hearts estrearia em 24 de fevereiro, com as promoções começando no final de janeiro.
O anúncio do grupo teve um impacto positivo na Bolsa de Valores da Coreia. No dia seguinte à revelação do Hearts2Hearts, as ações da SM fecharam com um aumento de 4,5% em relação ao pregão anterior. A valorização continuou no dia seguinte, com um crescimento adicional de 6,94%.
Hearts2Hearts é o primeiro grupo feminino da SM desde a estreia do Aespa em 2020 e o primeiro lançado após a saída do fundador e produtor executivo Lee Soo-man em 2023. Com oito integrantes, também se torna o maior grupo feminino da empresa desde o debut do Girls' Generation, em 2007, que contou com nove integrantes. O crítico de cultura pop Ha Jae-geun comentou que o grupo servirá como um "teste" para a estratégia de produção corporativa SM 3.0, implementada após a saída de Lee da empresa.

### 2025–presente: Introdução e estreia
No dia 31 de janeiro, o perfil oficial do Hearts2Hearts no Instagram foi aberto ao público, revelando uma série de imagens que deram uma prévia das integrantes. Todas as integrantes do grupo foram apresentadas oficialmente em 3 de fevereiro, quando um trailer do grupo, intitulado "Chase Your Choice", foi lançado no canal oficial da SM no YouTube, acompanhado da abertura de novas redes sociais.
No mesmo dia, foi anunciada a estreia do grupo com o single álbum The Chase, que será lançado em 24 de fevereiro. O álbum contará com duas faixas: a faixa-título The Chase e um lado B chamado Butterflies.
No dia 4 de fevereiro, a SM revelou o cronograma de lançamento, incluindo o anúncio de uma apresentação de estreia no Yes24 Music Hall, em Seul, na data de lançamento do álbum.

## Integrantes
- Carmen (카르멘)[17]
- Jiwoo (지우)[17] – líder
- Yuha (유하)[17]
- Stella (스텔라)[17]
- Juun (주은)[17]
- A-na (에이나)[17]
- Ian (이안)[17]
- Ye-on (예온)[17]

## Discografia
| Título    | Detalhes |
| --------- | --- |
| The Chase | Data da lançamento: 24 de fevereiro de 2025 Gravadora: SM Formatos: CD, download digital, streaming Lista de faixas 1. "The Chase" 2. "Butterflies" |